# Châteauneuf-sur-Charente
Châteauneuf-sur-Charente is een gemeente in het Franse departement Charente (regio Nouvelle-Aquitaine). De plaats maakt deel uit van het arrondissement Cognac. Châteauneuf-sur-Charente telde op 1 januari 2022 3.562 inwoners. In de gemeente ligt spoorwegstation Châteauneuf-sur-Charente.

## Geografie
De oppervlakte van Châteauneuf-sur-Charente bedraagt 24,02 km², de bevolkingsdichtheid is 147 inwoners per km² (per 1 januari 2019).
De onderstaande kaart toont de ligging van Châteauneuf-sur-Charente met de belangrijkste infrastructuur en aangrenzende gemeenten.

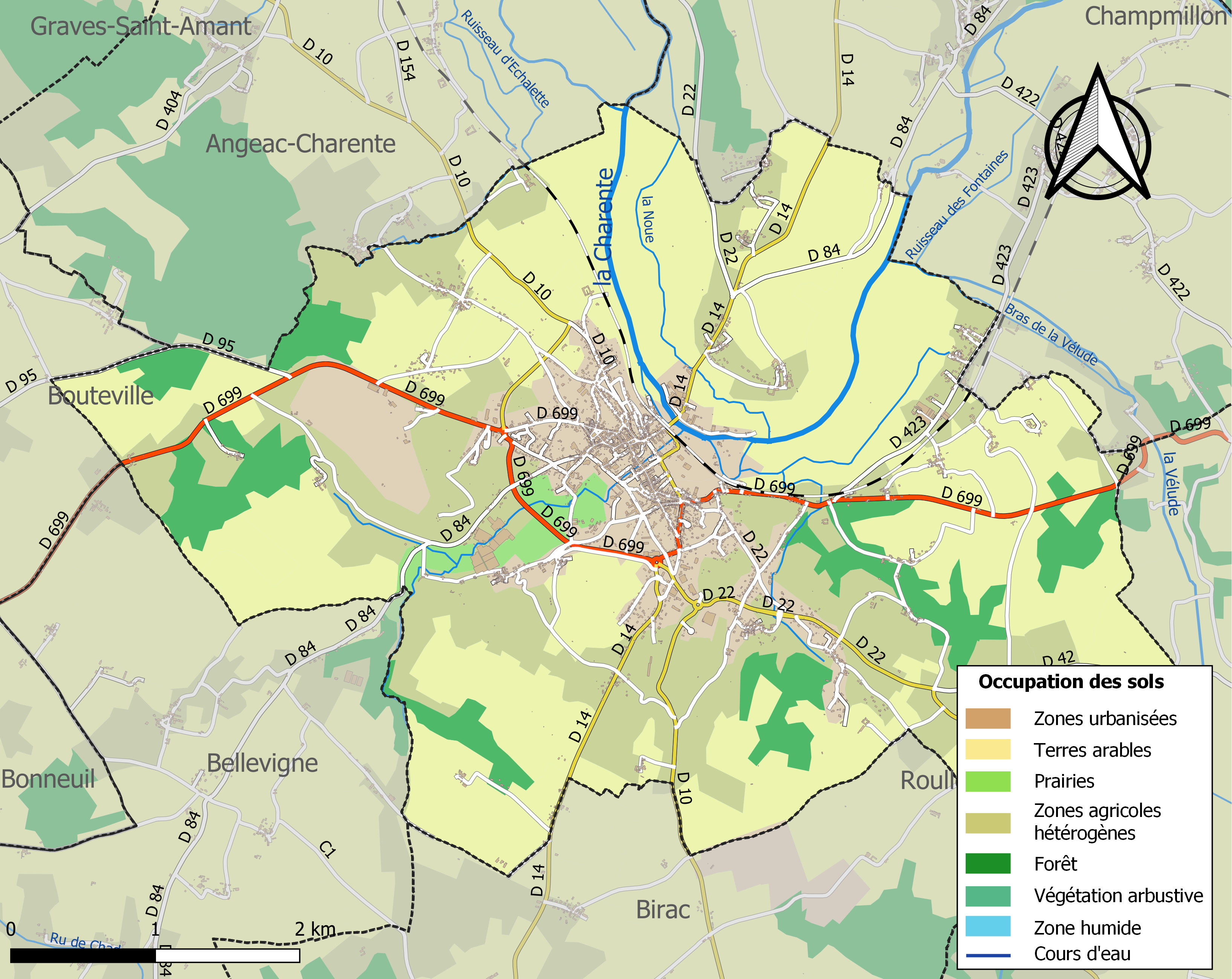

## Demografie
Onderstaande figuur toont het verloop van het inwonertal (bron: INSEE-tellingen).

## Foto's

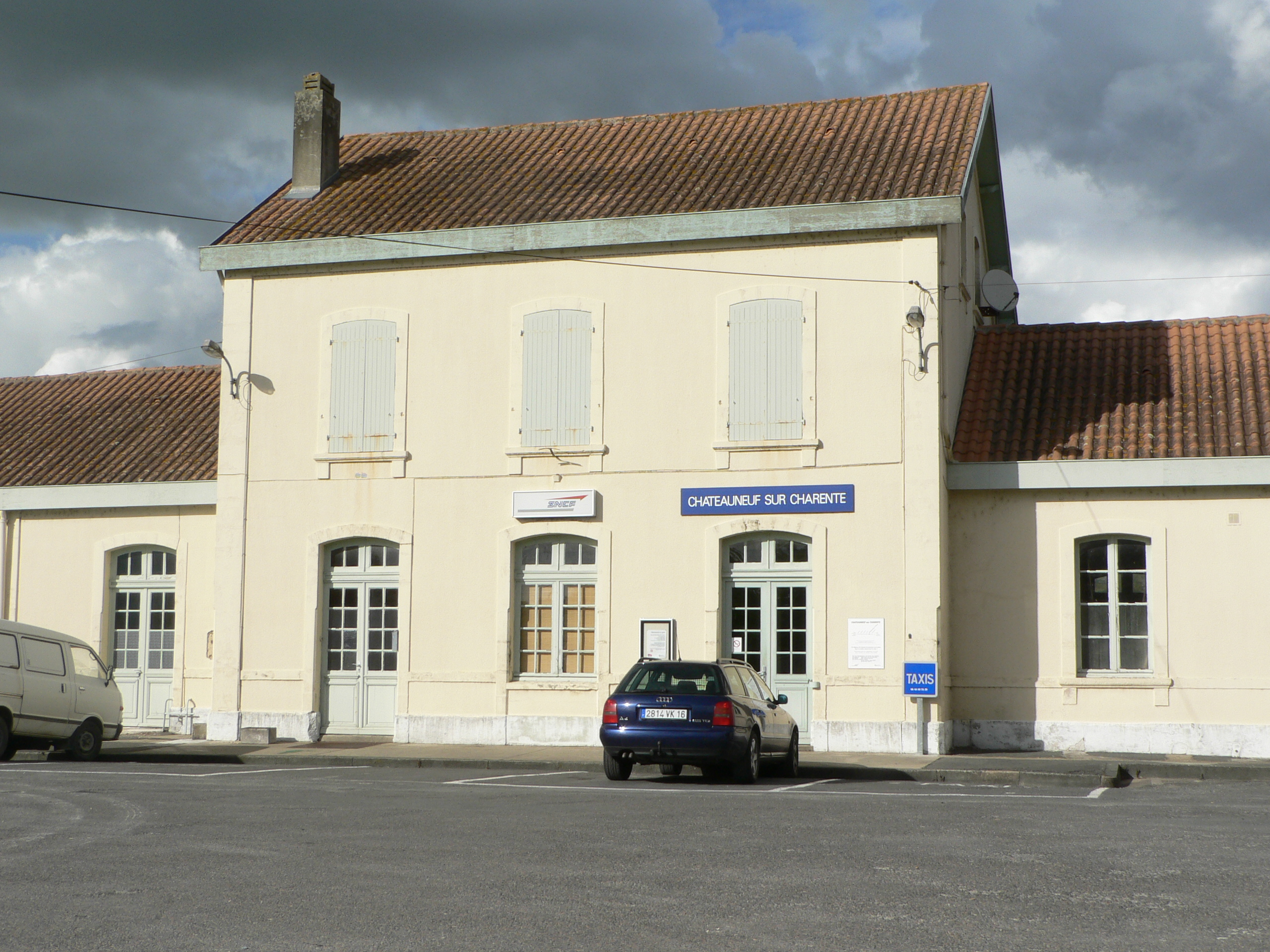
Station